# Амердинген
Амердинген (нем. Amerdingen) — община в Германии, в земле Бавария. Расположен на реке Кессель.
Подчиняется административному округу Швабия. Входит в состав района Донау-Рис.  Население составляет 845 человек (на 31 декабря 2010 года). Занимает площадь 19,10 км².